# Municipio Tumbalá
Koordinaten: 17° 18′ N, 92° 19′ W
Tumbalá ist ein Municipio im mexikanischen Bundesstaat Chiapas. Das Municipio hat etwa 31.000 Einwohner und ist 403,5 km² groß. Verwaltungszentrum und größter Ort des Municipios ist das gleichnamige Tumbalá.
Der Name kommt aus dem Nahuatl und bedeutet „gedrechselter Stock“ oder „das Haus der neun Wörter“.
An der Grenze zum Municipio Chilón liegen die Cascadas de Agua Azul.

## Geographie
Das Municipio Tumbalá liegt nördlich des Zentrums des mexikanischen Bundesstaats Chiapas auf Höhen unter 1700 m. Es zählt zur Gänze zur physiographischen Provinz der Sierra Madre de Chiapas und liegt vollständig in der hydrologischen Region Grijalva-Usumacinta. Die Geologie des Municipios wird zu 95 % von Kalkstein bestimmt bei 4 % Sandstein-Lutit; vorherrschende Bodentypen sind der Luvisol (60 %) und Phaeozem (38 %). Etwa zwei Drittel der Gemeindefläche sind bewaldet, 31 % dienen dem Ackerbau.
Das Municipio Tumbalá grenzt an die Municipios Salto de Agua, Chilón, Yajalón und Tila.

## Bevölkerung
Beim Zensus 2010 wurden im Municipio 31.723 Menschen in 5.990 Wohneinheiten gezählt. Davon wurden 28.152 Personen als Sprecher einer indigenen Sprache registriert, darunter 25.688 Sprecher des Chol und 964 Sprecher des Tzeltal. Über 34 Prozent der Bevölkerung waren Analphabeten. 8.186 Einwohner wurden als Erwerbspersonen registriert, wovon 93 % Männer bzw. 1,4 % arbeitslos waren. Über 65 % der Bevölkerung lebten in extremer Armut.

## Orte
Das Municipio Totolapa umfasst 112 bewohnte localidades, von denen lediglich der Hauptort vom INEGI als urban klassifiziert ist. Vier Orte wiesen beim Zensus 2010 eine Einwohnerzahl von über 1000 auf, 56 Orte hatten weniger als 100 Einwohner. Die größten Orte sind:
| Ort                        | Einwohner |
| Tumbalá                    | 3227      |
| Joshil                     | 3110      |
| Hidalgo Joshil             | 2496      |
| Mariscal Subikuski         | 1036      |
| Benito Juárez              | 0989      |
| Chuchucruz Primera Sección | 0959      |
| Emiliano Zapata            | 0911      |